# All that glitters...
All that glitters... is een tijdelijk kunstwerk in Amsterdam Nieuw-West.
Het werk van Leonard van Munster is in 2018/2019 te zien in een vijver ten noorden van de Frieda Belinfantebrug in de Burgemeester Vening Meineszlaan. Versies van het kunstwerk waren eerder te zien op Landgoed Anningahof te Zwolle, bij de Van Nellefabriek te Rotterdam en in Hannover te zien. Het is gemaakt van goudfolie, hout en piepschuim. De gebruikte materialen worden aangevreten door Uv-straling zodat het werk een tijdelijk karakter heeft.
All that glitters... is een afkorting van "All that glitters is not gold" (Het is niet allemaal goud wat er blinkt). Zelfs op een dag met somber weer straalt het beeld de kijker tegemoet. 
Aan de andere kant van de brug in een zuidelijker gelegen vijver staat het kunstwerk Under Heaven 03 van dezelfde kunstenaar.